# Boala legionarilor

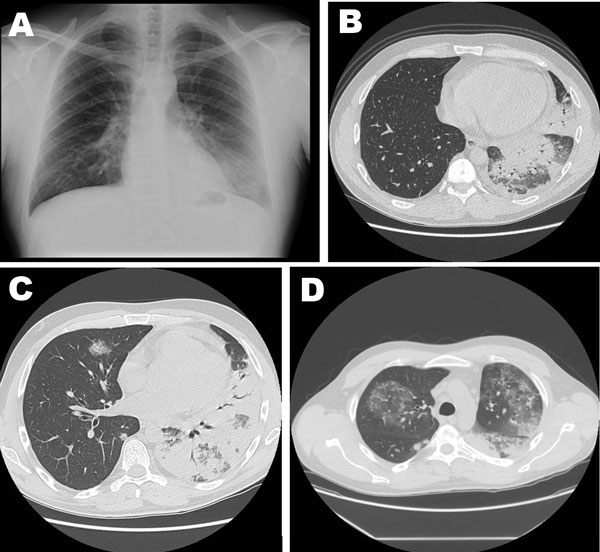
Diferite etape ale bolii: Radiografia toracică (A) tomografia computerizată de înaltă rezoluție (B) la internarea în spital, repetați tomografia computerizată de înaltă rezoluție a pieptului la o săptămână după internarea în spital (C, D), prezentată la un bărbat de 42 de ani cu pneumonie severă cauzată de L. pneumophila

Boala legionarilor (legioneloza) este o formă de pneumonie provocată de bacterii din genul Legionella. Semnele și simptomele includ tuse, dificultăți de respirație, febră, dureri musculare și cefalee. Pot apărea și greață, vărsături și diaree. Perioada de incubație este, de obice, de 2-10 zile după expunere.
Termenul legioneloză desemnează orice afecțiune cauzată de bacteriile Legionella, incluzând boala legionarilor (pneumonie) și febra Pontiac (o infecție a căilor respiratorii superioare), însă boala legionarilor este cea mai frecventă, astfel că mențiunile de „legioneloză” se referă adesea la aceasta.
Bacteriile Legionella se găsesc în mod natural în apele dulci. Ele pot contamina rezervoarele de apă caldă, căzile cu hidromasaj și turnurile de răcire ale aparatelor mari de aer condiționat. Transmiterea are loc prin inhalarea aerosolilor de apă care conțin bacterii, dar poate apărea și prin aspirația apei contaminate. În general, boala nu se transmite direct de la persoană la persoană, iar majoritatea celor expuși nu se infectează. Factorii de risc includ vârsta înaintată, fumatul, bolile pulmonare cronice și imunosupresia. Diagnosticul se stabilește prin testul antigenului urinar și prin cultura de spută. Persoanele cu pneumonie severă sau cu pneumonie apărută după o călătorie recentă ar trebui testate pentru această infecție.
Nu există vaccin împotriva bolii. Prevenirea se bazează pe întreținerea corespunzătoare a sistemelor de apă. Tratamentul se realizează cu antibiotice, precum fluorochinolone, azitromicină sau doxiciclină. Spitalizarea este frecvent necesară. Rata mortalității este de aproximativ 10% la persoanele anterior sănătoase, dar poate ajunge la 25% la cei cu afecțiuni preexistente.
Boala este numită după focarul în care a fost identificată pentru prima dată, la o convenție a Legiunii Americane din 1976, la Philadelphia.

## Epidemii
Epidemiile de boala legionarilor au parte de atenție deosebită din partea mass-media. Această boală apare, însă, cel mai frecvent, sub formă de cazuri izolate neasociate cu vreo epidemie. Când au loc epidemii, aceasta se întămplă vara sau la începutul toamnei, deși pot apărea cazuri în orice perioadă a anului. Rata deceselor din cauza bolii legionarilor s-a înscris între 5% și 30% în timpul diverselor epidemii. NIH și Biblioteca Națională de Medicină a SUA estimează că rata deceselor pacienților care contactează boala în spital se apropie de 50%, mai ales dacă tratamentul cu antibiotic începe târziu. Majoritatea infecțiilor apar la persoane de vârstă înaintată.

## Galerie

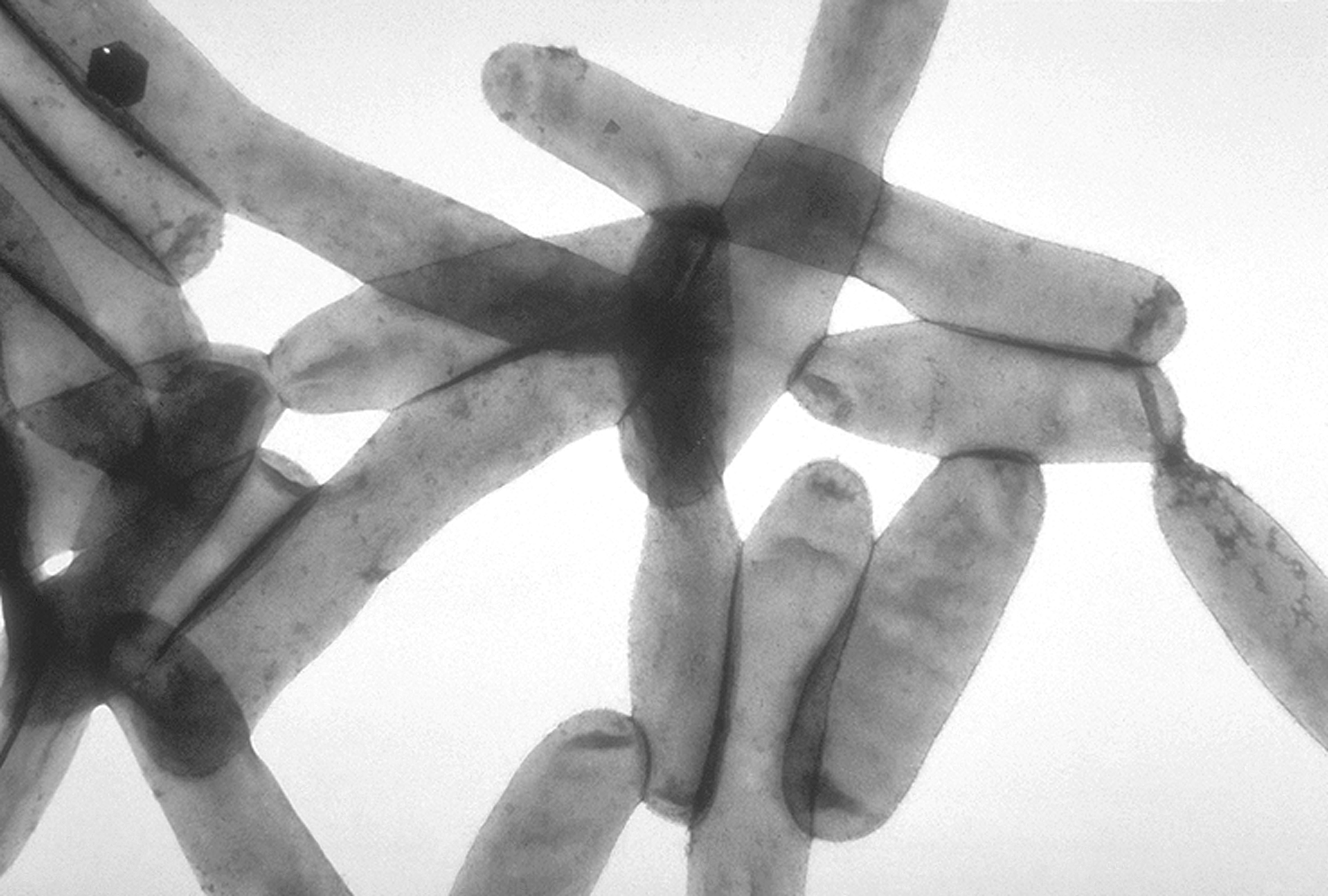
Imagine microscopică electronică de transmisie a L. pneumophila, responsabilă pentru peste 90% din cazurile de boală ale legionarilor
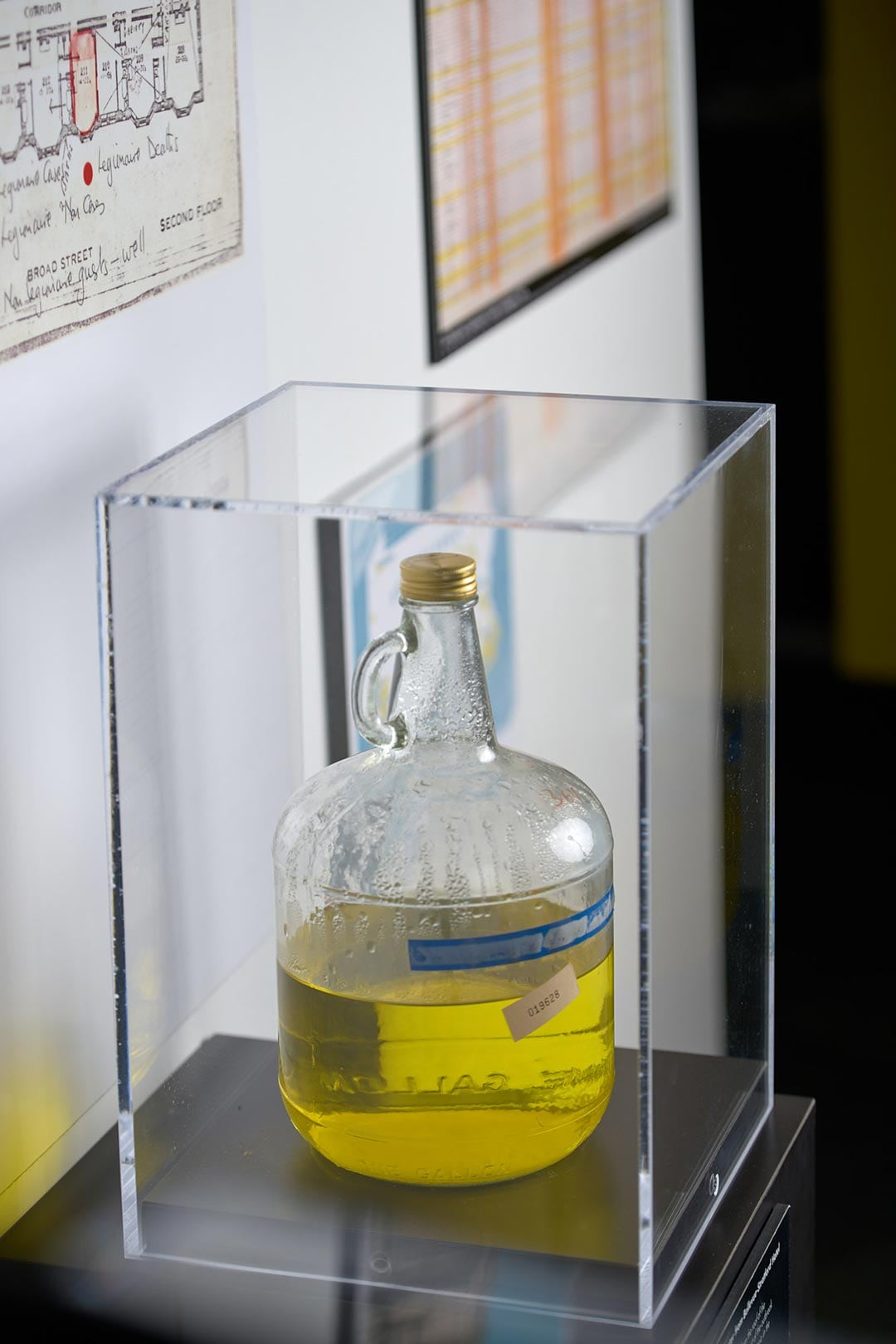
O cană plină cu apă de răcire luată din sistemul de răcire al Hotelului Bellevue-Stratford din timpul epidemiei din 1976